# Caterina I de Rússia
Caterina I de Rússia   (Krustpils, 5 d'abril de 1684 (Julià) - Sant Petersburg, 6 de maig de 1727 (Julià)) fou tsarina de Rússia de 1725 a 1727. El seu nom original era Marta Skavronska i es creu que era una camperola polonesa nascuda a Letònia en 1684, quan era una província de Suècia, filla de Samuel Skavrosnky i Elisabeth Moritz, que van morir en l'epidèmia de pesta del 1684. S'ha especulat amb la possibilitat que fossin serfs fugitius, la qual cosa explicaria els intents dels governs següents de mantenir aquesta història en secret.

## Joventut
En quedar òrfena, entra a servir a casa de Johann Ernst Glück, un pastor luterà de Marienburg, que no va fer res per donar-li una educació, i la va mantenir analfabeta tota la vida. Es casà molt jove amb un oficial suec anomenat Johan Raabe, però quan Marienburg va ser conquerida per les tropes russes, Gluck es va oferir per anar a Moscou com a traductor al servei del mariscal de camp Boris Xeremetev, i s'hi va endur la Marta. Més tard va passar a ser criada (i amant) del príncep Aleksandr Ménxikov, amic i cortesà de Pere I de Rússia i primer governador de Sant Petersburg.

## Pere el Gran
En 1703, quan Pere el Gran va fundar Sant Petersburg i va traslladar-hi la cort, va esdevenir la seva amant, i el 1707 s'hi va casar en secret després de convertir-se a la fe ortodoxa i prendre el nom de Caterina Alekséievna. Van tenir onze fills, dels quals van sobreviure Anna (1708) i Isabel (1709). Mentre construïen la ciutat, van viure en una cabanya on ella cuinava i ell cuidava el jardí. Quan es van traslladar a palau, la van conservar envoltant-la d'una tanca. La seva correspondència demostra que sempre es van tenir un gran afecte, i ella el cuidava personalment durant els seus atacs epilèptics. Es conta que només van discutir una vegada, a causa de l'execució del secretari d'ella, convicte de corrupció. Els fills de Caterina i Pere de Rússia foren els següents:
- SAI Pere Petróvitx (1704-1707).
- SAI Pau Petróvitx (1705-1707).
- SAI Caterina Petrovna(1707-1708).
- SAI la gran duquessa Anna de Rússia, nascuda a Moscou el 1708 i morta a Kiel el 1728. Es casà amb el duc Carles Frederic de Holstein-Gottorp (1700-1739).
- SM la tsarina Elisabet I de Rússia, nascuda a Kolómenskoie el 1709 i morta a Sant Petersburg el 1762. Molts han afirmat que contragué matrimoni amb el comte Aleksei Razumovski.
- SAI la gran duquessa Natàlia Maria de Rússia, nascuda a Sant Petersburg el 1713 i morta dos anys després.
- SAI la gran duquessa Margarida de Rússia, nascuda a Sant Petersburg el 1714 i morta el 1715.
- SAI el gran duc Pere de Rússia, nat a Sant Petersburg el 1715 i mort el 1719.
- SAI el gran duc Pau de Rússia, nat a Wesel el 1717 i mort un dia després.
- SAI la gran duquessa Natàlia de Rússia, nascuda a Sant Petersburg el 1718 i morta el 1725.
- SAI el gran duc Pere de Rússia, nat i mort el 1723 a Sant Petersburg.
- SAI Pau Petróvitx, nascut i mort el 1724.

## Emperadriu
En 1711 va acompanyar al tsar en la Campanya de Prut, contra Turquia, i es diu que va salvar la vida del rei quan estava envoltat per un exèrcit molt superior, suggerint-li que es rendís i utilitzant les seves joies i les de les seves dames per a subornar al Gran Visir. Pere I la va premiar casant-se oficialment amb ella, encara que ell estigués casat amb Eudoxia Lopukhina, a qui havia tancat en un convent i amb qui tenia un fill, Aleix Petrovitx, que va fer executar. Va donar a Caterina el títol d'emperadriu, i així va ser la primera dona a tenir aquest títol: fins llavors l'esposa del tsar era coneguda només com la seva consort. En 1724, va ser nomenada corregent. Durant el regnat de Pere I, va tenir gran transcendència la reforma de l'exèrcit, que va permetre a persones sense títol nobiliari la possibilitat d'accedir al cos d'oficials. Així s'acabà el monopoli nobiliari en aquests càrrecs, en nomenar-los també per a càrrecs públics basant-se només en la seva competència, raó per la qual al morir el rei en 1725 després d'haver-la nomenat successora, va haver de plantar cara a l'oposició del clergat i dels boiars, que estaven en contra seva per les reformes realitzades, i a la del poble menut, que donava suport els drets del príncep Pere, fill del tsarevitx Aleix Petróvitx. La noblesa nova del cercle de Pere I, amb Menxikov al capdavant, i els seus col·laboradors burgesos, en canvi, li van donar suport, i la guàrdia la va proclamar Emperadriu. Va ser l'inici d'una època de la Història de Rússia caracteritzada per continus cops d'estat i pel govern de favorits.

## Govern
Durant el seu regnat va continuar l'obra del seu espòs, amb el suport sobretot de Menxikov, que era el virtual governador, i amb el consell d'amics i favorits. En 1726 va crear un consell privat al qual va traspassar gran part de les atribucions que fins llavors tenia el Senat, cosa que va produir protestes en la noblesa, que no va trigar a dividir-se en múltiples partits, mentre Caterina tractava d'aproximar-se a ells nomenant successor al príncep Pere. Va trobar els seus quatre germans i els va dur a Rússia, on els donà títols de comtes i comtesses. En política exterior va donar suport a la lliga austro-espanyola, per a sostenir contra Anglaterra al seu gendre, el duc de Holstein, casat amb la princesa Anna, pares del futur Pere III de Rússia. Va fundar l'Acadèmia de Ciències de Sant Petersburg, entre el professorat de la qual va contractar el matemàtic Leonhard Euler, i va construir un gran nombre de ponts a Sant Petersburg. En general la seva política fou raonable i cautelosa. Va ser la primera dona que va governar Rússia, i va obrir la sendera per a un segle de regnats femenins, incloent-hi la seva filla i a Caterina II de Rússia, les quals van continuar la política marcada per Pere I. Va morir a Sant Petersburg en 1727, als 43 anys, i és enterrada a la catedral, dintre de la fortalesa de Sant Pere i Sant Pau.